# Pithecellobium jiringa
Archidendron pauciflorum là một loài thực vật có hoa trong họ Đậu. Loài này được (Jack) Merr. miêu tả khoa học đầu tiên năm 1919.

## Hình ảnh

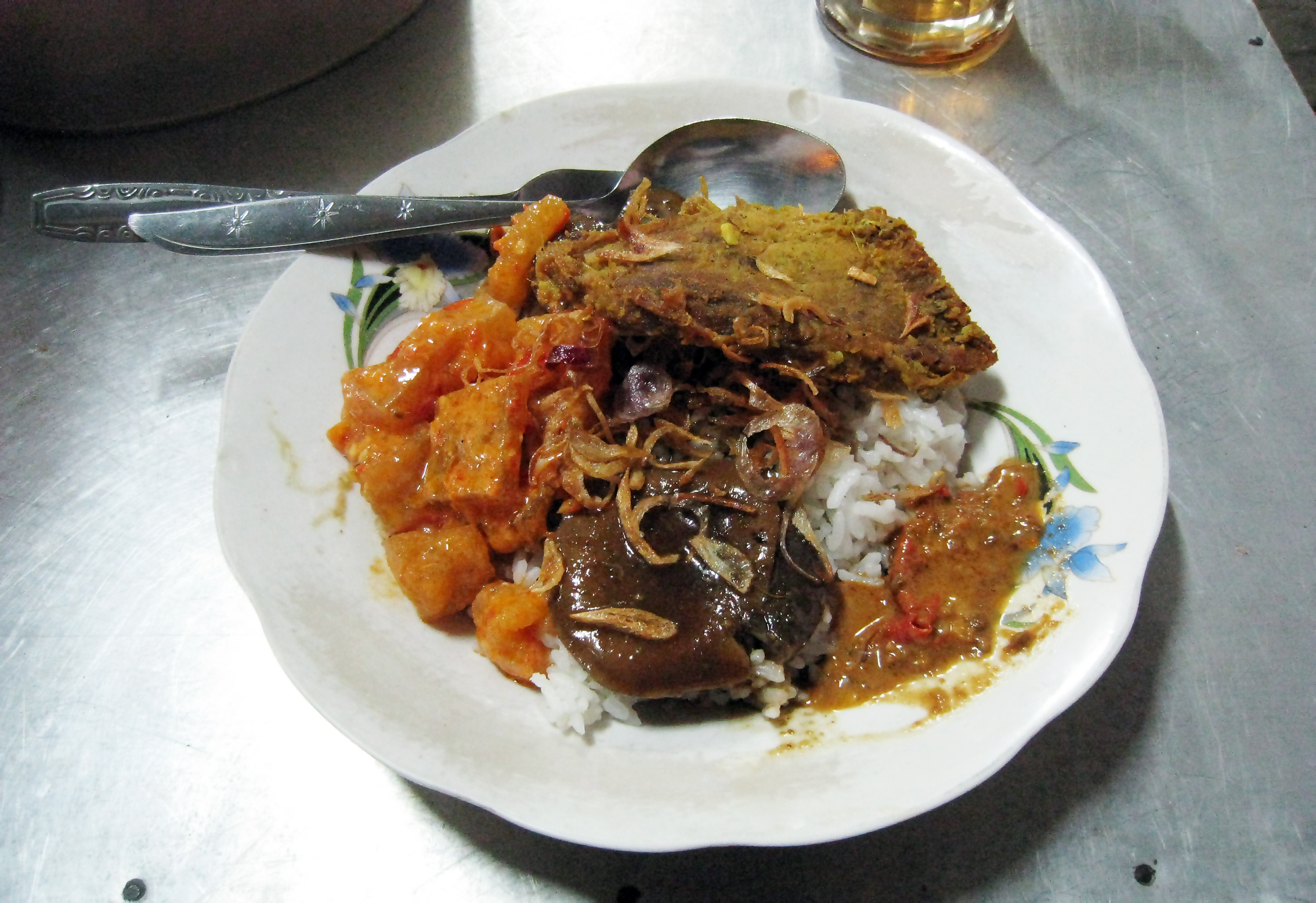
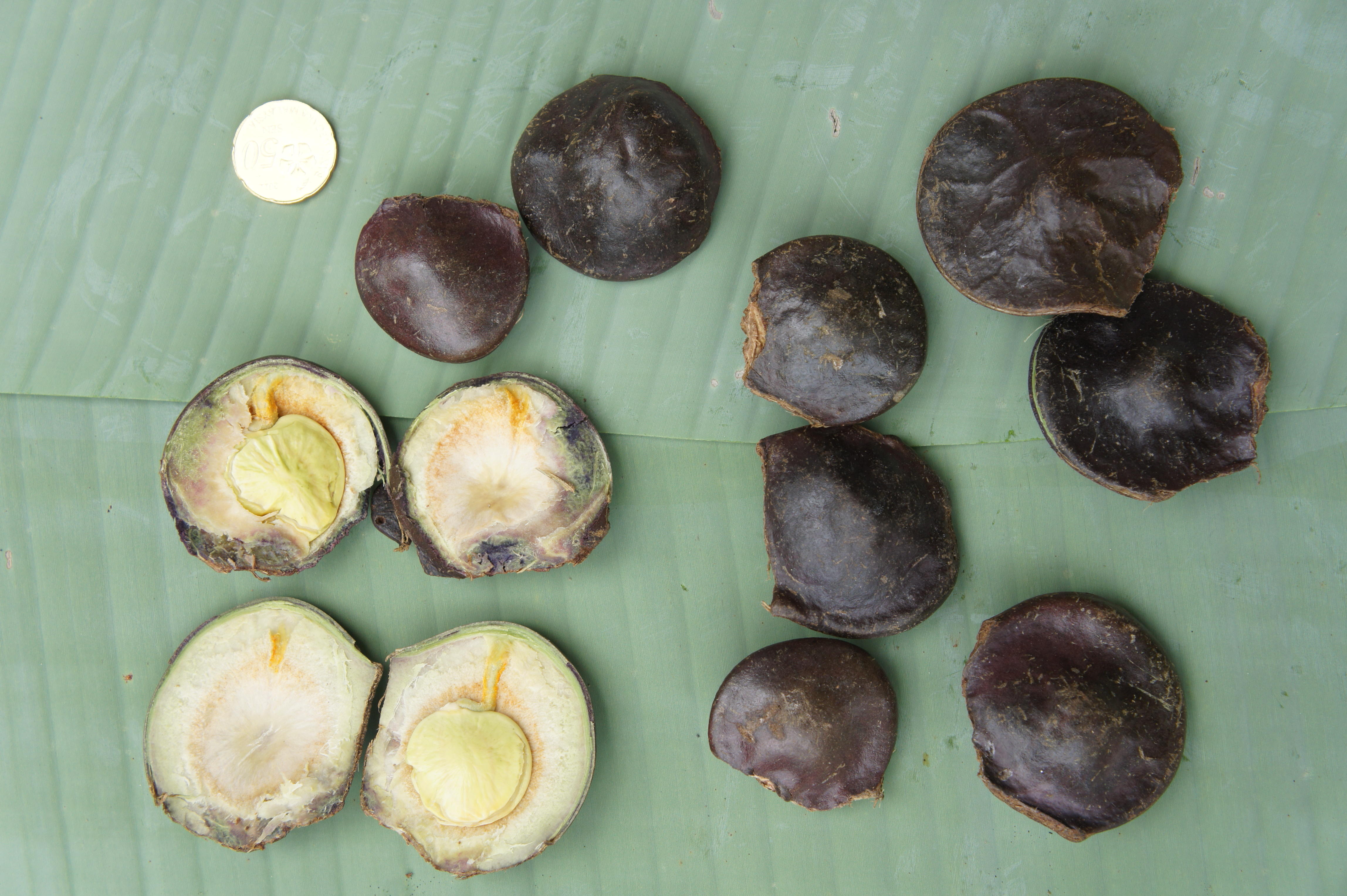